# Взрывы в Бангкоке в канун Нового года (2006)
Взрывы в Бангкоке в канун Нового года (2006) — произошли 31 декабря 2006 года и 1 января 2007 года, во время празднеств в канун Нового года в Бангкоке, Таиланд.

## События
Четыре взрыва произошли почти одновременно в различных частях города около 18:00 по местному времени (11:00 UTC), сопровождаемые несколькими большими взрывами в течение следующих 90 минут. После полуночи произошли ещё два взрыва. Всего в течение новогодней ночи сообщили о восьми взрывах.
На 1 января 2007 года три человека были найдены мертвыми и более 38 ранеными. Ещё одна бомба была задействована в кинотеатре, но во избежание тотальной паники власти предпочли сообщить о ней позже. Следующим утром бомба взорвалась в мечети в Чиангмае, самом крупном городе в северном Таиланде.